# 特孙格希
特孙格希(Tsungkhi)，希瓦罗(厄瓜多尔)印第安人神话中的水神，一位具有非凡力量和异常美貌的女人。

## 传说
有一次一个猎人见到她，愿娶她为妻。特孙格希应允，但是她担心猎人的第一位妻子忌妒，来到猎人家中后变成了一条蛇行，藏进了篮子。第一个妻子趁猎人不在时，找到了篮子，把蛇扔进火中。特孙格然则立刻化成炎，不仅淹没了火炉和房舍，而且淹没了整个国家。溺水的人被鳄鱼-特孙格希的孩子吞食。得救的只有她的丈夫和一个女儿，他们爬上山顶一棵高高的棕榈树上。这一对男女生育了新的人。
据另一传说，得救的为两个兄弟，大水过后，他们聚了鹦鹉姑娘，成了希瓦罗人(Hibaro)的祖先。